# Flow - Un mondo da salvare
Flow - Un mondo da salvare (Straume) è un film d'animazione del 2024 diretto da Gints Zilbalodis.
È stato il primo film lettone a venire candidato all'Oscar al miglior film internazionale ed il primo film lettone e il primo film indipendente a vincere come miglior film d'animazione ai premi Oscar 2025.

## Trama
Un gatto vaga in una foresta. Nel frattempo, un branco di cani si avvicina al fiume per pescare. Quando due di loro iniziano a litigare per un pesce, il gatto ne approfitta, lo ruba e viene immediatamente inseguito. Fuggendo, il felino finisce tra dei cervi in fuga, ma prima che possa reagire, un'alluvione lo sorprende. Sopravvivendo alla piena, il gatto e il golden retriever del precedente gruppo di cani raggiungono un terreno più alto. II cane segue il gatto fino a una capanna abbandonata, decorata con sculture in legno raffiguranti gatti. Entrambi si accorgono che il livello dell'acqua continua a salire. Mentre il cane si unisce agli altri cani su una barca, il gatto si arrampica su una gigantesca statua felina, ma le acque continuano a salire fino a sommergerla completamente. In extremis, il gatto salta su una barca a vela in avvicinamento, dove trova un capibara a bordo.
La mattina seguente, mentre l'imbarcazione naviga tra le cime degli alberi sommersi, il gatto cade in acqua cercando di evitare un uccello segretario bianco e inizia ad affondare. Una balena mutata lo salva, ma un altro uccello segretario lo afferra e lo trasporta in volo. Da lassù, il gatto scorge in lontananza dei massicci pilastri di pietra. Poco dopo, l'uccello lo lascia cadere sulla barca. Nel frattempo, il livello dell'acqua continua a salire e il capibara invita un lemure dalla coda ad anelli a salire a bordo con il suo cesto di ninnoli. Durante il sonno, il gatto sogna di essere circondato da un branco di cervi mentre osserva i misteriosi pilastri di pietra. Improvvisamente, un'altra alluvione lo travolge. Si risveglia di soprassalto. Più tardi, l’equipaggio sbarca e viene raggiunto dal golden retriever. Tuttavia, uno stormo di uccelli segretari mostra ostilità nei loro confronti, costringendo il gatto alla fuga. Il giovane uccello segretario che lo aveva salvato supplica il capo del gruppo di risparmiargli la vita, ma perde un duello e, con un'ala ferita, viene abbandonato dal suo stormo. Privato della capacità di volare, si unisce all'equipaggio.
Il viaggio prosegue fino a una città semisommersa, situata ai piedi degli imponenti pilastri di pietra. Il golden retriever cerca di far giocare l’uccello segretario con il galleggiante di vetro del lemure, ma quest’ultimo lo calcia fuori bordo, scatenando una lite. Durante la discussione, la barca perde il controllo e l'albero rimane impigliato in un albero sommerso. Improvvisamente, la balena emerge, generando onde che liberano l'imbarcazione. Nel frattempo, il gatto, con l'aiuto del capibara, impara a nuotare meglio e a catturare pesci. Più tardi, l’equipaggio salva i cani rimasti intrappolati in un campanile. Mentre la barca attraversa i colossali pilastri di pietra nel mezzo di una tempesta, l'uccello segretario vola via. Il gatto cade in mare, ma riesce a raggiungere la riva e a scalare una scalinata che lo conduce in cima a uno dei pilastri. Al centro di un labirinto intagliato nella pietra, ritrova l’uccello segretario. Improvvisamente, la gravità svanisce e un portale luminoso si apre sopra di loro. Per qualche istante, entrambi fluttuano senza peso, finché il gatto ricade a terra, mentre l’uccello segretario si lascia trasportare dalla luce e scompare.
Il gatto si precipita giù e tenta di nuotare per raggiungere la barca, ma è troppo lontana. Trova allora il galleggiante di vetro del lemure e lo usa per rimanere a galla. Improvvisamente, l’acqua si ritira a causa di enormi faglie che si aprono nel terreno, drenando il paesaggio. Mentre vaga per la foresta, il gatto ritrova il lemure e insieme scorgono la barca rimasta impigliata tra i rami di un albero. I cani saltano giù dall’imbarcazione, ma mentre il capibara sta per scendere, l'albero inizia a fratturarsi. Il gatto si arrampica e passa una corda al lemure e ai cani, che tirano la barca verso di loro. All'improvviso arriva una lepre che attira l'attenzione dei cani i quali la inseguono, abbandonando il golden retriever e i suoi amici. Il gatto perde l'equilibrio, ma il capibara lo afferra in tempo. I due saltano via dalla barca poco prima che l’albero crolli in un burrone. Mentre l'equipaggio esulta per lo scampato pericolo, una nuova fuga precipitosa di cervi getta il gatto nel panico: teme un’altra alluvione e fugge. Tuttavia, si ferma quando si imbatte nella balena, ormai arenata nella foresta. Il gatto si avvicina per confortarla, poi guarda i massicci pilastri di pietra e infine scorge il suo riflesso in una pozzanghera, circondato dai suoi amici.
In una scena dopo i titoli di coda, la balena riemerge in mezzo all'oceano.

## Produzione

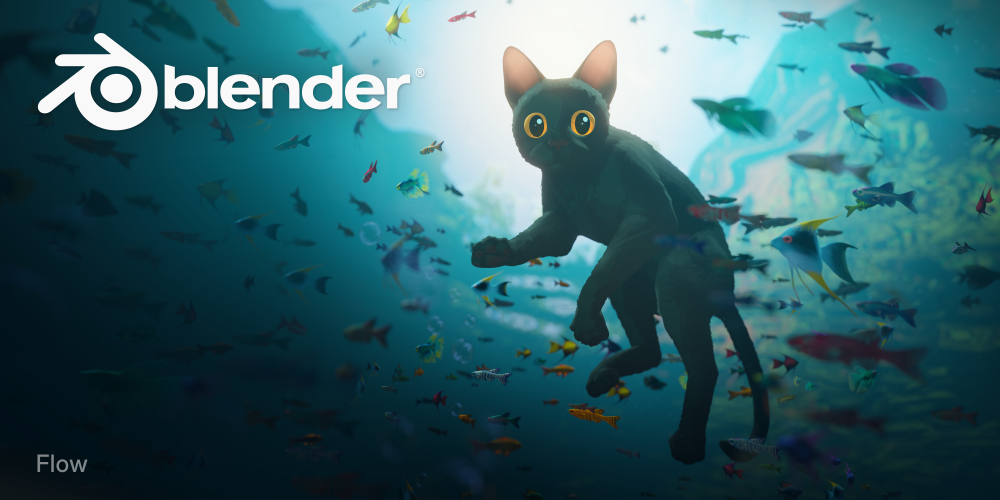
Il gatto nella schermata iniziale di Blender 4.4

Come i precedenti film di Gints Zilbalodis, Flow è senza dialoghi. Il regista spiega che la sua forza sta nel raccontare storie per immagini e non per parole e che l'obiettivo di Flow è che la storia proceda per immagini.
Per la prima volta Zilbalodis ha lavorato con una squadra, dopo che aveva realizzato da solo il suo primo lungometraggio Away nel 2019.
La produzione delle animazioni è avvenuta in Francia e Belgio, suddivisa in tre squadre.
Il primo centro era a Parigi, composta dal direttore dell'animazione e da due animatori, il suo ruolo era, tra le altre cose, quello di organizzare l'animazione del film, di preparare la libreria di animazioni predefinite, che tutti gli animatori avrebbero utilizzato successivamente, e di occuparsi dei piani più difficili.
Il secondo centro, quello principale, era a Marsiglia, con un capo animatore e undici animatori, che si occupava della maggior parte delle sequenze.
Il terzo centro era a Bruxelles ed era la squadra complementare, composta da un capo animatore e quattro animatori, incaricati di proprie sequenze, ma potevano anche aiutare gli altri due centri.
Prima di iniziare la produzione gli animatori hanno avuto una settimana per integrarsi, durante la quale si sono recati allo zoo per osservare alcuni degli animali presenti nel film e hanno ricevuto una veloce formazione con Blender.
Il film contiene 22 sequenze e 307 inquadrature. Lo stile di animazione è naturalistico, fluido, a 24 fps. La produzione dell'animazione è stata realizzata in 6 mesi, con una media di 2 secondi al giorno per animatore. Il team d'animazione ha utilizzato molteplici riferimenti fotografici e video per riprodurre il comportamento e il movimento degli animali.
Zilbalodis non ha realizzato lo storyboard del film ma ha creato direttamente un enorme ambiente tridimensionale nel quale ha posizionato telecamere virtuali per la realizzazione in tempo reale.

## Colonna sonora
La colonna sonora, composta da Gints Zilbalodis e Rihards Zaļupe, svolge un ruolo importante nello svolgimento della narrazione, in assenza di dialoghi. Utilizza arie elettroniche che planano sull'atmosfera acquatica del viaggio, combinate con suoni naturali. Ottoni e marimba scandiscono la trama, mentre le percussioni intervengono a evidenziare i momenti di pericolo.

## Distribuzione
Il film è stato presentato in anteprima il 22 maggio 2024 nella sezione Un Certain Regard del Festival di Cannes, poi il 10 giugno 2024 in competizione al Festival internazionale del film d'animazione di Annecy.
La prima in Italia è stata il 22 ottobre 2024 in concorso ad Alice nella città, mentre è uscito nelle sale italiane il 7 novembre 2024.

## Accoglienza

### Incassi
A fronte di un budget di 4 milioni di dollari, il film ha incassato 4844117 $ in Nord America e 25992306 $ nel resto del mondo, per un totale di 30836423 $. In Italia ha incassato 1140972 €.

### Critica
Il film è stato accolto positivamente dalla critica. Sull'aggregatore di recensioni Rotten Tomatoes ha un indice di gradimento del 97% basato su 192 recensioni, con un voto medio di 8,6 su 10. Su Metacritic ottiene un punteggio di 87 su 100 basato su 31 recensioni.

## Riconoscimenti
- 2025 – Premio Oscar
  - Miglior film d'animazione
  - Candidatura al miglior film internazionale
- 2025 – Golden Globe[12]
  - Miglior film d'animazione
- 2024 – Festival internazionale del film d'animazione di Annecy
  - Premio della giuria
  - Premio del pubblico
  - Premio Fondazione Gan per la diffusione
  - Premio alla migliore musica originale a Gints Zilbalodis e Rihards Zaļupe
- 2024 – Festival internazionale del cinema di Guadalajara
  - Miglior film d'animazione
- 2024 – Melbourne International Film Festival
  - Menzione speciale Bright Horizons Award
- 2024 – Festival internazionale del film d'animazione di Ottawa
  - Grand Prix
- 2024 – European Film Awards[13]
  - Miglior film d'animazione
- 2025 – Premio César[14]
  - Miglior film d'animazione
- 2025 – Premio Lumière[15]
  - Miglior film d'animazione